# حمیدآباد (اردبیل)
حمیدآباد یک روستا در ایران است که در دهستان شرقی واقع شده‌است. حمیدآباد ۷۵ نفر جمعیت دارد.